# Черкаська область
Черка́ська о́бласть (Черкащина) — область у центрі України, розташована у центральній лісостеповій частині країни по обидва береги середньої течії Дніпра та Південного Бугу, в Середній Наддніпрянщині.
Область на півночі межує з Київською областю, на півдні з Кіровоградською, на сході з Полтавською та з Вінницькою на заході. Простягнулася із південного заходу на північний схід на 245 км, із півночі на південь — на 150 км.
Крайня північна точка знаходиться на автошляху М03, неподалік від села Кононівка Золотоніського району, південна — поблизу села Колодисте Уманського району, західна — біля села Бубельня Уманського району, східна — на поверхні Кременчуцького водосховища неподалік села Вітове Черкаського району.
За математичними розрахунками географічним центром області є точка поблизу села Журавка Звенигородського району. Також на території області міститься географічний центр України на північній околиці села Мар'янівка неподалік від міста Шпола.
Площа області — 20 900 км² (3,46 % території України, 18-та за цим показником у країні). Сільськогосподарські угіддя становлять 14 548 км² (70 % загальної площі), з них ріллі — 12 736 км² (88 % площі сільськогосподарських угідь).

## Географія

### Рельєф
Територія Черкаської області в цілому рівнинна і умовно поділяється на дві частини — правобережну і лівобережну. Переважна частина правобережжя розміщена в межах Придніпровської височини з найвищою точкою області, що має абсолютну висоту 275 м над рівнем моря (поблизу Монастирища), подекуди горбиста, порізана річками, ярами і балками. У прилеглій до Дніпра частині правобережжя знаходиться заболочена Ірдино-Тясминська низовина. Вздовж долини Дніпра на 70 км тягнеться Канівсько-Мошногірський кряж. Значні підвищення рельєфу надають території гірського характеру. Цей район називають Канівськими горами і Мошногорами.
Низинний, подекуди заболочений рельєф має лівобережна частина області, яка розташована в межах Придніпровської низовини.

### Ґрунти
У ґрунтовому покриві на правобережжі переважають чорноземи, на піднесених місцях — сірі і світло-сірі ґрунти. На лівобережжі поширені дерново-глеєві, могутні лучні і дерново-підзолисті ґрунти.

### Водойми
Водна поверхня області займає 4 % загальної площі території. По області протікає 1037 річок, які належать басейну Дніпра і Південного Бугу. Головна річка — Дніпро (150 км — довжина по території області), водяне дзеркало якої у зв'язку зі створенням Кременчуцького (довжина — 130 км) й Канівського водосховища значно збільшилося.
- праві притоки Дніпра — Рось (101 км), Вільшанка, Тясмин (133 км), ліві — Руда, Горіхівка, Супій, Золотоношка, Ірклій, Коврай, Ковалівка, Сула.
- до басейну Південного Бугу належать річки Гірський Тікич (161 км), Гнилий Тікич, Тікич, Синюха, Уманка, Ятрань.

Найбільшими штучними водосховищами в межах області є Канівське і Кременчуцьке, утворені греблями гідроелектростанцій, крім того споруджено 37 невеликих водосховищ і понад того існує 2,3 тисяч озер, ставків та водоймищ. На території області налічується 2984 ставки загальною площею 17456 га, об'ємом 246,6 млн м3.
На Правобережжі Черкащини можливі затоплення а також заболочення деяких ділянок.

## Клімат
Клімат регіону помірно континентальний. Зима м'яка, з частими відлигами. Літо тепле, в окремі роки спекотне, західні вітри приносять опади. Пересічна середня температура повітря +7 — 9 °C. Середня температура найхолоднішого місяця січня  —3 — 5 °C. Середня температура липня становить +20 — 22 °C. Максимальна +45 °C, мінімальна −37 °C. Період з температурою +10 °C становить 160—170 днів. Опадів 450—520 мм на рік.

## Природні ресурси

### Природно-рекреаційний потенціал
Відомим з XVIII—XIX ст. рівнинним кліматичним курортом лісостепової зони, розташованим на великому масиві хвойних лісів правого берега Дніпра, є «Соснівка». Тут діють численні санаторії, профілакторії, пансіонати, будинки відпочинку, оздоровчо-спортивні бази.
На території області функціонує гірськолижний курорт «Водяники».

### Природно-заповідний фонд
Природно-заповідний фонд Черкаської області нараховує 503 природних комплексів та об'єктів загальною площею 61054,1 га, що становить 2,9 % від загальної площі території області. Серед об'єктів ПЗФ області: один природний заповідник — Канівський; дендрологічний парк «Софіївка»; три національні природні парки — «Білоозерський», Нижньосульський, Холодний Яр; один зоопарк — Черкаський та інші об'єкти.
Відомими є вікові дерева: дуб Максима Залізняка, сосна Гоголя, дуби Т. Шевченка у с. Будище на Звенигородщині та інші.

### Корисні копалини
Область багата на нерудні корисні копалини, передусім будівельні матеріали. Граніти різних типів трапляються в Городищенському, Корсунь-Шевченківському, Смілянському, Уманському та інших районах. Відомо близько 400 родовищ різних глин. Важливе значення мають бентонітові та палигорськітові глини, що залягають поблизу Дашуківки та Хижинець Лисянського району. Неподалік Мурзинець і Неморожі Звенигородського району, Новоселиці Катеринопільського району залягають високоякісні вогнетривкі глини — каоліни. Майже повсюдно поширені кварцові піски.
Серед паливних ресурсів переважає буре вугілля і торф. Родовища бурого вугілля — Козацьке, Рижанівське, Юрківське у Звенигородському, Новоселицьке, Мокрокалигірське у Катеринопільському, Тарнавське у Монастирищенському районах.
Рудні корисні копалини у вигляді осадових залізних руд зустрічаються у Канівському, Смілянському, Шполянському районах, корінних титанових — у Смілянському районі.
В області є понад 100 родовищ цегельно-черепичної сировини. У наявності значні запаси будівельних пісків та каменю, керамзитової сировини. В західній частині області знаходяться поклади петрургічної сировини.
На Черкащині є значні запаси облицювального та будівельного каменю. Найвідоміші родовища граніту — Старобабанське і Танське, продукція яких постачається далеко за межі області.
На території області розташоване унікальне за розмірами, якістю сировини та спектром застосування, найбільше в Україні Черкаське родовище бентонітових та палигорськітових глин, які є однією з важливих статей експортно-імпортних операцій на світовому ринку.
Черкащина має значні запаси вторинних каолінів, в її надрах є поклади бурого вугілля, торфу, бокситів. На межі Черкаської та Кіровоградської областей розташоване Болтиське родовище горючих сланців. Лівобережна частина області має значні запаси мінерально-лікувальних вод типу «Миргородська», розвідане та експлуатується Звенигородське родовище радонових вод.
Основні родовища області
| Вид корисних копалин | Назва родовища   | Район             |
| -------------------- | ---------------- | ----------------- |
| Буре вугілля         | Рижанівське      | Звенигородський   |
| Буре вугілля         | Козацьке         | Звенигородський   |
| Буре вугілля         | Журавське        | Городищенський    |
| Буре вугілля         | Юрківське        | Звенигородський   |
| Буре вугілля         | Кайтанівське     | Катеринопільський |
| Титанові руди        | Смілянське       | Смілянський       |
| Бентоніт             | Черкаське        | Лисянський        |
| Граніт               | Танське          | Уманський         |
| Граніт               | Старобабанівське | Уманський         |
| Гіпс                 | Звенигородське   | Звенигородський   |

### Флора
Рослинність області характеризується поєднанням флори лісостепової і степової зони. Серед деревних порід у лісах переважають дуб, ясен, сосна, граб, вільха, липа, клен, береза, тополя. Серед кущів поширена ліщина, калина, шипшина, терен, черемха. Степова рослинність представлена багаторічними травами. В заплавах річок та заболочених місцевостях переважає вологолюбне різнотрав'я.
У Черкаській області на території урочища «Холодний Яр» зростає один із найстаріших дубів України віком близько 1000 років — дуб Максима Залізняка.

### Фауна
Розташування області у лісостеповій зоні зумовлює різноманітний видовий склад фауни.
Налічується 66 видів ссавців, 280 видів птахів, 9 видів плазунів, 11 видів земноводних, 44 види риб.
У лісах області водяться: лось, олень, сарна, дикий кабан, вивірка, вовк, лисиця звичайна, заєць сірий, по берегах річок, озер і ставків — бобер європейський, видра річкова, крижень, кулики. У водоймищах — лящ, окунь, щука, судак, короп, товстолобик, сом, карась.

## Історія
|                                                             |  |  |
| Ювілейна монета НБУ, присвячена 60-річчю Черкаської області |  |  |

Територія нинішньої Черкаської області була заселена в епоху середнього палеоліту близько 130—100 тисяч років тому. Біля с. Межиріч на Канівщині було виявлено пізньопалеолітичну стоянку мисливців на мамутів — Межиріцька стоянка.
Значне місце займають матеріали Трипільської культури (IV—III тисячоліття до н. е.), знайдені в поселеннях біля сіл Майданецьке, Тальянки і Доброводи.
У VII—III століттях до нашої ери значну частину території степових районів України, у тому числі і Черкащини, займали кочові іраномовні племена скіфів. У ті ж часи на правобережжі Дніпра жили осілі землеробські племена — безпосередні предки східних слов'ян.
Територія сучасної області входила до складу тих земель Придніпров'я, де формувалося ядро східнослов'янських племен, з яких виникла могутня феодальна держава — Русь.
У XIV—XVI століттях територію сучасної області захопили литовці, а пізніше — поляки. У XV столітті на Черкащині з'явилися перші поселення козаків, а Черкаси, засновані наприкінці XIII століття, стали їх могутнім укріпленням в боротьбі проти польської шляхти, набігів турків і кримських татар.
Значні повстання XVIII століття селянських мас на Правобережній Україні, зокрема на Черкащині, проти польської влади, відомі під назвами Коліївщина та Гайдамаччина.
У 1797 р., після окупації Правобережної України Російською імперією, при утворенні губерній правобережна частина Черкаської області увійшла до складу Київської, а лівобережна — до Малоросійської губернії.
Реформа 1861 року дала поштовх швидкому розвитку капіталізму. У другій половині XIX століття основною промисловістю на Черкащині була цукрова.
У 1905 році під час Першої російської революції в Україні почалися могутні революційні виступи.
У 1917—1920 рр. на території Черкащини на хвилі національного піднесення установлюється влада УНР, Гетьманату і Директорії, формуються перші загони Вільного козацтва. Радянська влада утвердилася у 1920 р. Довго після того, як Уряд УНР припинив свою діяльність, частина Черкащини входила до Холодноярської республіки, де українці найдовше вели збройний опір більшовикам (до 1922—1924 років).
Під час Голодомору-геноциду 1932-1933 років Черкащина втратила 154 тисячі осіб.
Із середини 1941 року до грудня 1943 року територія Черкащини стала ареною кровопролитних битв Другої світової війни, а до річниці закінчення війни у Черкасах було створено меморіальний комплекс Пагорб Слави.
Черкаська область була створена 7 січня 1954 року. До її складу увійшли три міста обласного підпорядкування (Черкаси, Сміла, Умань) і території 30 районів Київської, Полтавської, Кіровоградської і Вінницької областей.

### Епідемія коронавірусу
29 березня 2020 року із 46 інфікованих коронавірусом у межах Черкаської області (43 виявлено тільки за останню добу) 23 — з міста Кам'янка. У Кам'янці 5 медпрацівників інфікувалися.
Місто стало одним із епіцентрів епідемії на Черкащині.
У Кам'янці 29 березня ввели комендантську годину із 8 вечора до шостої ранку. Багато інфікувалися від водія маршрутки, якого ще 27 березня поклали до лікарні.

## Адміністративно-територіальний устрій

### Загальна інформація
Адміністративний центр області — місто Черкаси.
У складі області:
- районів — 4[5];
- районів у містах — 2;
- населених пунктів — 855, в тому числі:
  - міського типу — 31, в тому числі:
    - міст — 16, в тому числі:
      - міст обласного значення — 6;
      - міст районного значення — 10;

    - селищ міського типу — 15;

  - сільського типу — 824, в тому числі:
    - сіл — 723;
    - селищ — 101.

У системі місцевого самоврядування:
- районних рад — 20;
- районних рад у містах — 2;
- міських рад — 16;
- селищних рад — 15;
- сільських рад — 525.

### Райони
| № | Назва           | Адм. центр      | Адм. устрій |
| - | --------------- | --------------- | ----------- |
| 1 | Звенигородський | м. Звенигородка | Адм. устрій |
| 2 | Золотоніський   | м. Золотоноша   | Адм. устрій |
| 3 | Уманський       | м. Умань        | Адм. устрій |
| 4 | Черкаський      | м. Черкаси      | Адм. устрій |

### Колишні міста обласного підпорядкування
- Черкаси
- Багачеве
- Золотоноша
- Канів
- Сміла
- Умань

### Колишні міста районного значення
| №  | Місто                  | Входження                    |
| -- | ---------------------- | ---------------------------- |
| 1  | Городище               | Городищенський район         |
| 2  | Жашків                 | Жашківський район            |
| 3  | Звенигородка           | Звенигородський район        |
| 4  | Кам'янка               | Кам'янський район            |
| 5  | Корсунь-Шевченківський | Корсунь-Шевченківський район |
| 6  | Монастирище            | Монастирищенський район      |
| 7  | Тальне                 | Тальнівський район           |
| 8  | Христинівка            | Христинівський район         |
| 9  | Чигирин                | Чигиринський район           |
| 10 | Шпола                  | Шполянський район            |

### Райони у містах
| № | Район           | Входження  |
| - | --------------- | ---------- |
| 1 | Придніпровський | м. Черкаси |
| 2 | Соснівський     | м. Черкаси |

### Ліквідовані райони
- Городищенський
- Драбівський
- Жашківський
- Кам'янський
- Канівський
- Катеринопільський
- Корсунь-Шевченківський
- Лисянський
- Маньківський
- Монастирищенський
- Смілянський
- Тальнівський
- Христинівський
- Чигиринський
- Чорнобаївський
- Шполянський
- Бабанський
- Буцький
- Вільшанський
- Златопільський
- Іркліївський
- Ладижинський
- Мокрокалигірський
- Ротмістрівський
- Шрамківський

## Демографія
Станом на 1 травня 2020 року чисельність населення області становить 1187,8 тисяч осіб.
Станом на 1 січня 2015 року населення області становило 1251800 осіб. Це вказує на те, що упродовж 2014 року населення скоротилось на 8,1 тисяч осіб. Міське населення становить 710 тисяч осіб, сільського — 541 тисяча.
Чисельність населення, що проживає на території області, на 1 січня 2009 року за попередніми даними становить 1304,3 тисяч осіб, у тому числі міського 726,8 тисяч осіб, або 55,7 відсотка населення, сільського — 44,3 відсотка. За чисельністю населення області становить 2,9 % населення України та займає 15-те місце в Україні.
Черкаська область належить до числа густонаселених. Її середня густота — 65 осіб на 1 км². Близько 90 % населення проживає в правобережній частині області, у лівобережній — 10 %.
Статевий склад населення характеризується перевагою жіночого населення — 54,5 %. На кожні 1000 жінок припадає 835 чоловіків.
На 1.01.2008 року в області проживало 435404 пенсіонери. На 1000 жителів припадало 332 пенсіонери.

### Національний склад
На Черкащині проживають особи 130 етносів. Переважають українці (понад 90 %). Росіяни становили максимальну питому вагу напередодні розпаду СРСР (близько 8 %), відтоді їхня частка неухильно зменшується через міграційний відплив та етнічну асиміляцію (діти в українсько-російських шлюбах вважають себе у більшості випадків українцями)[джерело?]. В області мешкають також представники інших етнічних груп: білоруси, татари, євреї, молдовани, вірмени, болгари, поляки, цигани тощо.
Національний склад населення Черкаської області станом на 2001 рік:
| №  | Національність | Кількість осіб | %        |
| -- | -------------- | -------------- | -------- |
| 1  | Українці       | 1 301 183      | 93,05 %  |
| 2  | Росіяни        | 75 577         | 5,40 %   |
| 3  | Білоруси       | 3 961          | 0,28 %   |
| 4  | Вірмени        | 1 749          | 0,13 %   |
| 5  | Молдовани      | 1 617          | 0,12 %   |
| 6  | Євреї          | 1 479          | 0,11 %   |
| 7  | Цигани         | 1 108          | 0,08 %   |
| 8  | Поляки         | 729            | 0,05 %   |
| 9  | Азербайджанці  | 595            | 0,04 %   |
| 10 | Татари         | 537            | 0,04 %   |
| 11 | Інші           | 9 778          | 0,70 %   |
|    | Разом          | 1 398 313      | 100,00 % |

### Мовний склад
Рідна мова населення області за результатами переписів, %
|            | 1959 | 1970 | 1989 | 2001 |
| ---------- | ---- | ---- | ---- | ---- |
| українська | 93,0 | 92,3 | 89,1 | 92,5 |
| російська  | 6,3  | 7,2  | 10,3 | 6,7  |
| інша       | 0,7  | 0,5  | 0,6  | 0,4  |

## Злочинність
Рівень злочинності за 2012 рік на 10 тис. населення складає 75,2 злочинів, з них 28,4 тяжких та особливо тяжких.

## Економіка
За структурою господарства область є індустріально-аграрною.

### Промисловість

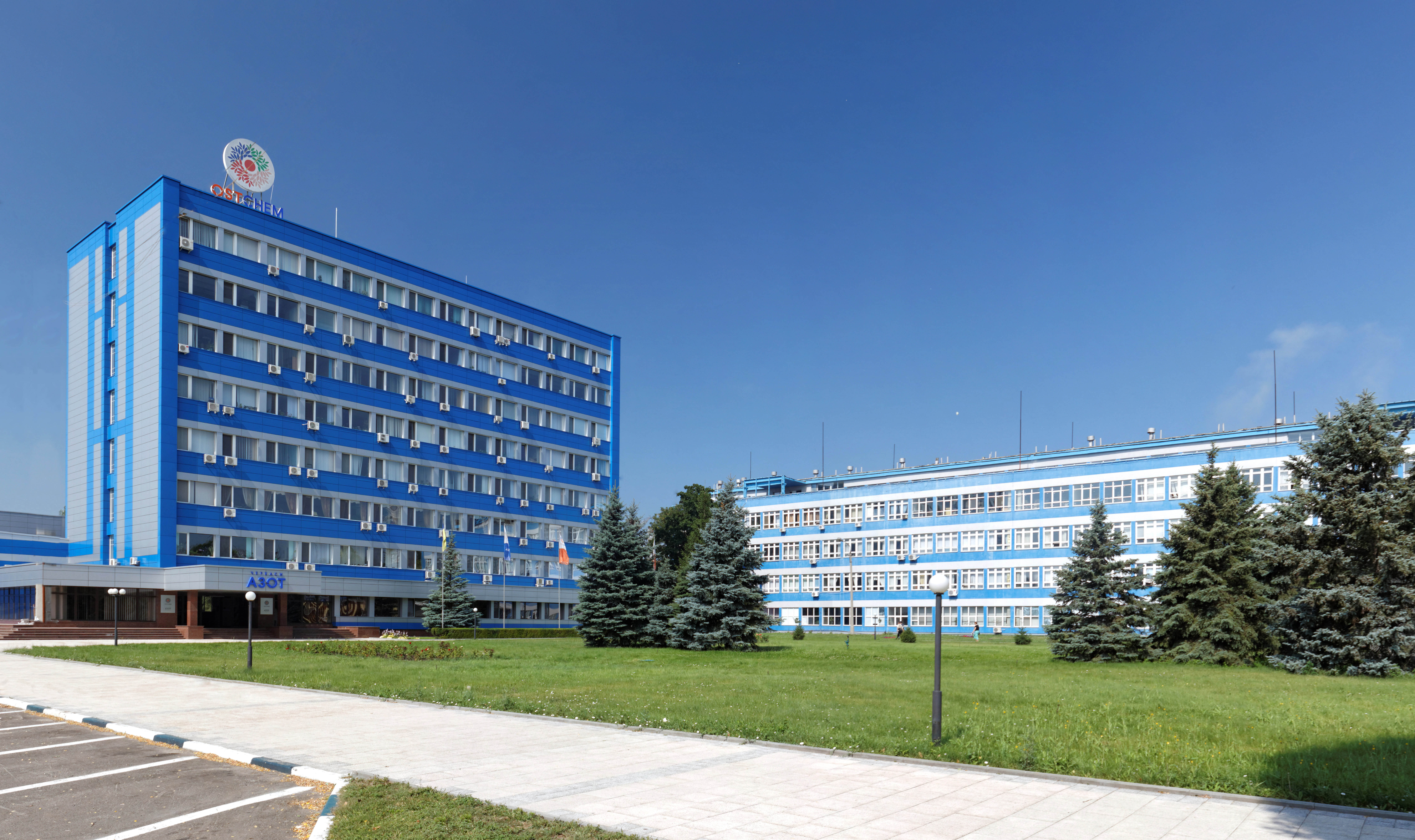
ВАТ «Азот» — найбільше підприємство хімічної промисловості області

У сукупному випуску товарів і послуг питома вага промисловості становить 42 %.
Структура промислового виробництва області характеризується такими показниками:
- добувна промисловість становить 2,2 % загальнообласного обсягу. В неї входять дві підгалузі: видобування енергетичних матеріалів (торфу) та видобування неенергетичних матеріалів (нерудної сировини для промисловості та будівництва);
- обробна промисловість — 86,9 % загальнообласного обсягу;
- виробництво та розподілення електроенергії, газу, тепла, води — 10,9 % загальнообласного обсягу.

У промисловому виробництві переважають харчова (39,9 %) та хімічна (26,9 %) промисловість. Машинобудування і металообробка складають 8 %, легка промисловість — 1,5 %.
У харчовій промисловості найбільш розвинуті такі галузі як цукрова, м'ясопереробна, молочна, борошномельно-круп'яна, лікеро-горілчана, консервна.>

### Сільське господарство
У структурі сільськогосподарського виробництва рослинництво складає 62 %, тваринництво — 38 %.
Провідна культура серед зернових — озима пшениця, технічних — цукрові буряки і соняшник. Серед галузей тваринництва виділяється скотарство м'ясо-молочного напряму.
Черкащина відрізняється від інших областей високим рівнем виробництва зерна, цукрового буряку, соняшнику, овочів і картоплі і тваринництвом м'ясо-молочного напрямку.

### Зовнішньоекономічна діяльність
Протягом I півріччя 2014 року підприємства Черкащини підтримували зовнішньоторговельні зв'язки з партнерами з 97 країн світу.
За січень-червень 2014 року обсяги експорту та імпорту товарів становили відповідно 321,3 млн дол. США та 233,7 млн дол. США. Позитивне сальдо зовнішньої торгівлі товарами становило 87,6 млн дол. США.
Підприємства Черкащини експортували свою продукцію до 88 країн світу.
Обсяг експорту товарів до країн Європейського Союзу становив 37,1 % від загального обсягу, до інших країн — 62,9 %
Найсуттєвіші експортні поставки серед країн ЄС здійснювалися підприємствами Черкащини до:
- Італії — 9,1 % (29,1 млн дол. США);
- Польщі — 8,7 % (27,8 млн дол. США);
- Німеччини — 4 % (12,7 млн дол. США);
- Литви — 3,4 % (11 млн дол. США);
- Угорщини — 3 % (9,8 млн дол. США).

Підприємства Черкащини здійснювали імпорт продукції з 69 країн світу. Найбільші надходження імпортованої продукції на Черкащину здійснювалися з:
- Російської Федерації — 30,7 % (71,8 млн дол. США);
- Китаю — 8,2 % (19,2 млн дол. США).
- Німеччини — 7,5 % (17,4 млн дол. США);
- Болгарії — 6,9 % (16,1 млн дол. США);
- Румунії — 4,5 % (10,6 млн дол. США).[16]

### Транспорт і зв'язок
Автомобільний транспорт
На території області проходить 6049,4 кілометрів автомобільних доріг, державного значення 656,1 км, доріг місцевого значення 5393,3 км, ґрунтові дороги становлять 208,9 км, тобто дороги з твердим покриттям у загальній довжині автомобільних доріг становлять 96,5 %.
Розвинений автомобільний транспорт. Послуги з пасажирських перевезень в області надають 32 підприємства, що обслуговують 375 маршрутів та 64 приватних підприємців, які обслуговують 176 маршрутів.
Станом на 01.07.2014 в області налічувалося 855 населених пунктів, із яких 45 не мають автобусного сполучення з районними центрами.
В області функціонують 1 автовокзал та 29 автостанцій.
Залізничний транспорт

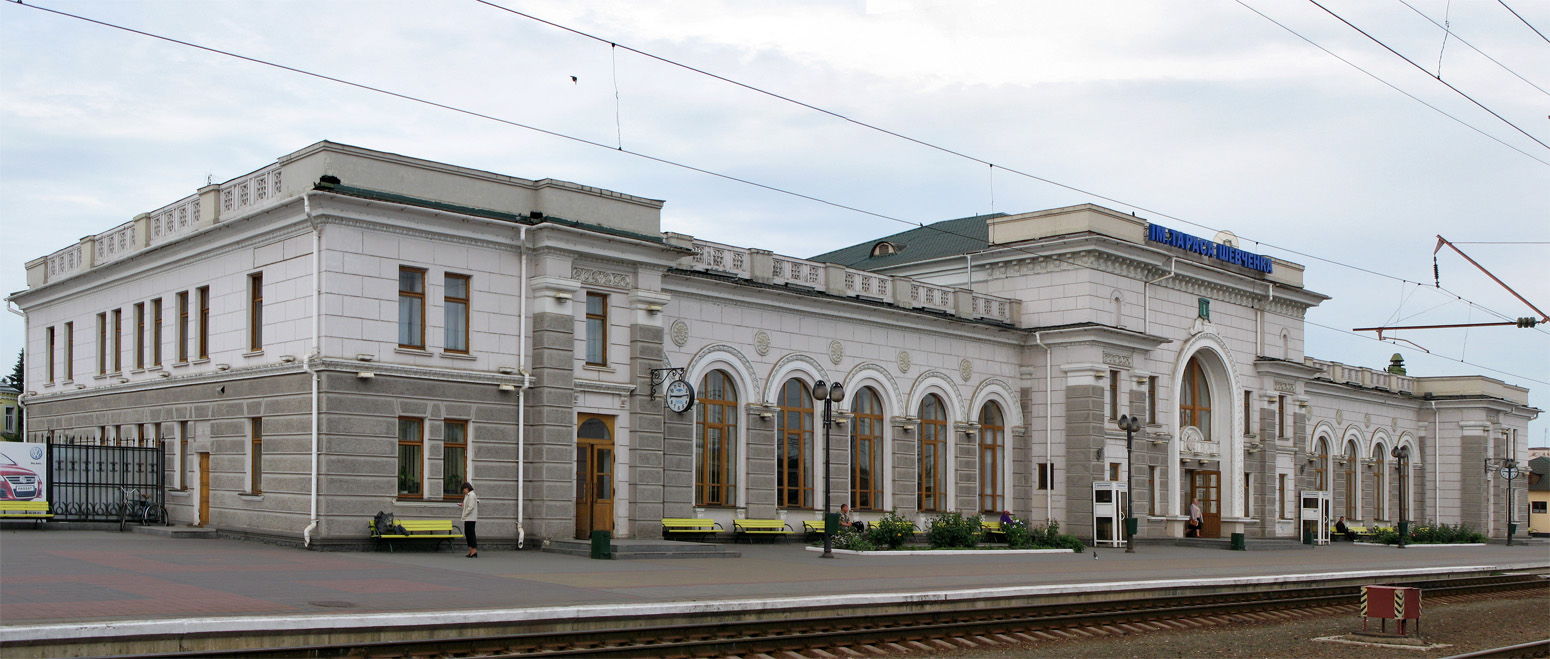
Станція ім. Т. Г. Шевченка

На території області розташовано 25 підприємств залізничного транспорту, 3 залізничні вокзали (Черкаси, Христинівка, ім. Т. Г. Шевченка), 29 залізничних станцій (через 21 станцію здійснюються і вантажні перевезення) та 80 посадочних платформ.
Річковий транспорт
У регіоні проходить 150 кілометрів експлуатаційних річкових судноплавних шляхів. Найголовнішим є р. Дніпро.
Галузь річкового транспорту області представлена наступними підприємствами та інфраструктурою:
- КП «Річковий вокзал» Черкаської обласної ради (м. Черкаси);
- КП «Авто-Річка» (м. Канів);
- пристань «Митниця» (м. Черкаси);
- пристань (річковий вокзал) «Адамівка» (Чигиринський район);
- пристань «Тарасова гора» (м. Канів);
- ПАТ «Черкаський річковий порт» (м. Черкаси).[17]

Повітряний транспорт
Функціонує міжнародний аеропорт «Черкаси». Має єдину злітно-посадкову смугу, яка за всіма характеристиками є третьою в Україні.
Зв'язок
Телефонний зв'язок на території області забезпечується ВАТ «Укртелеком».
Телефонна щільність по області складає[коли?] 19 телефонів на 100 жителів. В області функціонують декілька провайдерів, що надають послуги з підключення до мережі Інтернет.

### Туризм

Шевченківський національний заповідник

Черкаська область має значний туристичний потенціал. Протягом 2006—2009 років в області була реалізована програма «Золота підкова Черкащини». До послуг туристів на Черкащині — 9 національних та державних історико-культурних і природних заповідників. За 2013 рік історико-культурні об'єкти регіону відвідало понад 700 тисяч туристів та екскурсантів.
У Черкаській області зареєстровано 207 туристичних фірм, з яких 19 туроператорів.
В області функціонує 76 готелів та аналогічних закладів розміщення, а також 758 закладів ресторанного господарства та 3 туристично-інформаційні центри (м. Канів, м. Черкаси та Чигиринський район).

## Соціально-гуманітарна сфера

### Освіта
В області діють 684 дошкільні навчальні заклади, у тому числі 191 навчально-виховний комплекс «дошкільний навчальний заклад — загальноосвітній навчальний заклад». До комунальної власності належать 618, або 90,4 %. Діє 7 спеціальних дошкільних закладів (617 дітей), 130 спеціальних груп у 55 закладах (1939 дітей), 2 санаторні дошкільні заклади (190 дітей) та 21 санаторна група у 16 закладах (340 дітей).
Всього охоплено дошкільною освітою 34842 дітей, або 63,7 %, у 2003 році — 62.
У 700 загальноосвітніх школах здобувають загальну середню освіту 168502 дітей. Із загальної кількості загальноосвітніх шкіл — 13 гімназій, 13 ліцеїв, 3 колегіуми, 28 спеціалізованих, 3 вечірні та 5 приватних шкіл.
Професійну підготовку в області здійснюють 27 державних професійно-технічних навчальних закладів (9792 учні), 14 міжшкільних навчально-виробничих комбінатів (6120 учнів), 4 галузеві навчально-курсові комбінати та 80 інших організацій, підприємств різних форм власності та підпорядкування. У зазначених навчальних закладах робітничу кваліфікацію набувають понад 15 тисяч учнів, слухачів.
На території області здійснюють підготовку спеціалістів 21 вищий навчальний заклад I—II рівнів акредитації та 7 ВНЗ III—IV рівнів акредитації, серед яких 5 університетів, один недержавної форми власності — Східноєвропейський університет економіки і менеджменту (правонаступник академії менеджменту), Академія пожежної безпеки імені Героїв Чорнобиля та банківський інститут Української академії банківської справи Національного банку України реорганізований з Черкаської філії Української академії банківської справи.
Мережу вищих навчальних закладів I—II рівнів акредитації становлять 8 коледжів, 6 училищ, 7 технікумів та 6 філій цієї категорії вищих навчальних закладів. У 2004 році створений Черкаський художньо-технічний коледж (реорганізований з Черкаського вищого професійно-технічного училища № 20). Крім вищеназваних навчальних закладів, освітню діяльність в області здійснюють 26 відокремлених підрозділів 19 вищих навчальних закладів України.
У 2004/2005 навчальному році у вищих навчальних закладах області навчається близько 56 тисяч молодих людей. На 10 тисяч населення області ми маємо 410 студентів (в Україні цей показник становить 512). Вищі навчальні заклади Черкащини здійснюють освітню діяльність за 192 спеціальностями. Найбільш впровадженими є спеціальності напрямків «Економіка і підприємництво» та «Комп'ютерні науки».

#### Вищі навчальні заклади області

##### Державні
- Черкаський національний університет ім. Б.Хмельницького
- Черкаський державний технологічний університет
- Черкаський інститут банківської справи Університету банківської справи НБУ
- Уманський національний університет садівництва (колишній Уманський державний аграрний університет).
- Уманський державний педагогічний університет імені Павла Тичини
- Академія пожежної безпеки імені Героїв Чорнобиля
- Черкаський обласний інститут післядипломної освіти педагогічних працівників [Архівовано 31 березня 2022 у Wayback Machine.].

##### Недержавні
- Східноєвропейський університет економіки і менеджменту.
- Європейський університет фінансів, менеджменту і бізнесу.

### Культура

Черкаський академічний обласний драмтеатр

В області діє широка мережа установ культури і мистецтва:
- обласний музично-драматичний театр ім. Т. Г. Шевченка
- обласний театр ляльок
- обласна філармонія
- Канівське училище культури і мистецтв
- Уманське музичне училище ім. П. Д. Демуцького
- Черкаське музичне училище ім. С. С. Гулака-Артемовського
- 40 шкіл естетичного виховання
- 737 Будинків культури і клубів
- 759 бібліотек
- 44 державних та 288 громадських музеїв
- Черкаський обласний краєзнавчий музей
- Черкаський обласний художній музей
- Шевченківський національний заповідник в м. Каневі
- Національний історико-культурний заповідник «Чигирин»
- 4 державних історико-культурних заповідника:
  - Корсунь-Шевченківський державний історико-культурний заповідник
  - Кам'янський державний історико-культурний заповідник
  - Державний історико-культурний заповідник «Трахтемирів»
  - Державний історико-культурний заповідник «Батьківщина Тараса Шевченка»

### Релігія
На Черкащині діє 1038 релігійні організації 48 конфесій, толків, напрямків. Вони складаються із 7 обласних релігійних управлінь, 4 монастирів, 4 духовних місій, 1 братства, 1 біблійного інституту (заочна форма навчання), 1039 релігійних громад, з яких 645 — православні, 357 — протестантські, 36 — інші. При релігійних громадах діють 115 недільних шкіл. У релігійних громадах служать 553 священнослужителя. З початку проголошення незалежності України, за рахунок добровільних пожертвувань громадян, активної допомоги місцевих органів влади в регіоні збудовано 162 кульові споруди та ще 55 будується. Найпоширенішою релігією є православ'я.

#### Православ'я

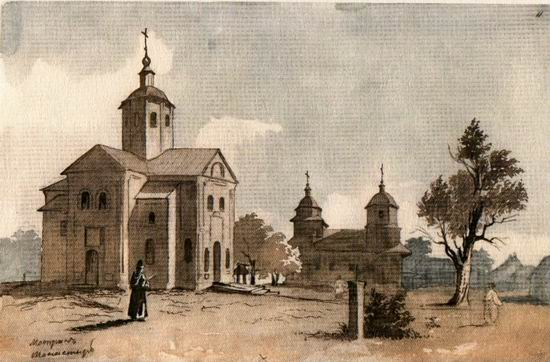
Мотрин монастир. Т. Г. Шевченко. Акварель, 1845 рік.

Православ'я на території сучасної Черкаської області з'явилося у часи Київської Русі, із введенням християнства князем Володимиром Великим у 988 році. Православна церква відтоді почала швидко зростати і здобувати вплив. Існують відомості про засування у Каневі єпископської кафедри у домонгольський період. Тоді ж було споруджено Зарубський монастир та Успенський собор у Каневі. Останній зберігся до наших днів і є цінною історико-культурною пам'яткою. У 1383 на невеликий період була створена Звенигородська єпархія. Згодом територія регіону відносилася до Київської єпархії Константинопольського патріархату. Після перепідпорядкування Київської митрополії Московському патріархату тут у XIX і на початку XX століття було створено низку кафедр: Чигиринський вікаріат (згодом — самостійна єпархія), Уманський вікаріат (згодом єпархія), Канівський вікаріат (згодом єпархія), Черкаська єпархія та Звенигородський вікаріат. Перші чотири єпархії були зліквідовані під час гонінь 1930-х років, а Звенигородський вікаріат існував із перервами як титулярна кафедра Московської єпархії (єпископи Звенигородські були представниками Російської православної церкви при Антиохійському патріархові до 1995 року). Під час Другої світової війни тут діяли Чигиринська та Уманська єпархії Української автокефальної православної церкви.
Нині на території області розташовані дві єпархії Української православної церкви (Московського патріархату) — Черкаська й Уманська. Черкаську очолює митрополит Софроній (Дмитрук), відомий своїми будівничими справами та аполітичністю, а кафедральними соборами єпархії є Михайлівський та Різдва Богородиці у Черкасах. Уманську очолює єпископ Пантелеймон (Бащук), а кафедральним собором є Миколаївський в Умані. Станом на 1 січня 2010 року Українська православна церква має на території області 528 парафій, 6 монастирів (за даними офіційного сайту церкви їх дев'ять) із 227 ченцями і черницями, 243 священнослужителя, 118 недільних шкіл, 4 періодичні видання. Православна церква України має одну єпархію, яку очолює архієпископ Черкаський і Чигиринський Іоан (Яременко), а кафедральним собором є Свято-Троїцький у Черкасах. 1 січня 2010 року єпархія налічувала 167 парафій, жодного монастиря, 84 священнослужителя, 33 недільні школи, мала 1 періодичне видання та офіційний сайт. Українська автокефальна православна церква 1 січня 2010 року мала 54 парафії із 19 священнослужителями та 10 недільних шкіл, ще три парафії належали іншим православним релігійним організаціям.
Найвідомішими православними святими області є священномученик Макарій Переяславський, мученик Даниїл Мліївський, святитель Софроній Іркутський, та собор 144 новомучеників і сповідників Черкаських. Найвідоміші монастирі — Красногірський та Мотронинський.

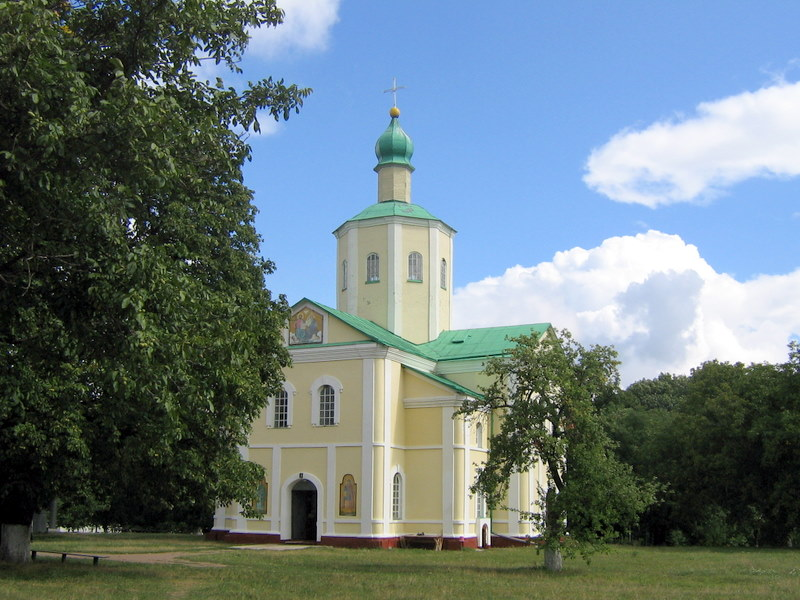
Мотронинський монастир в Мельниках.
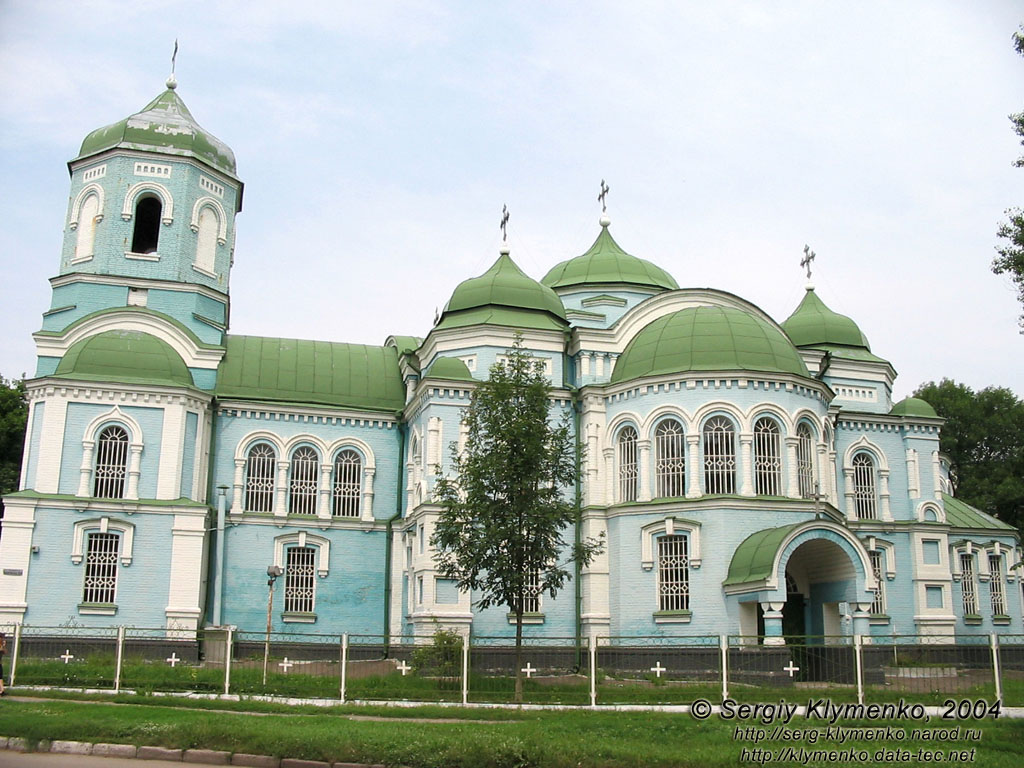
Свято-Успенський собор в Золотоноші.
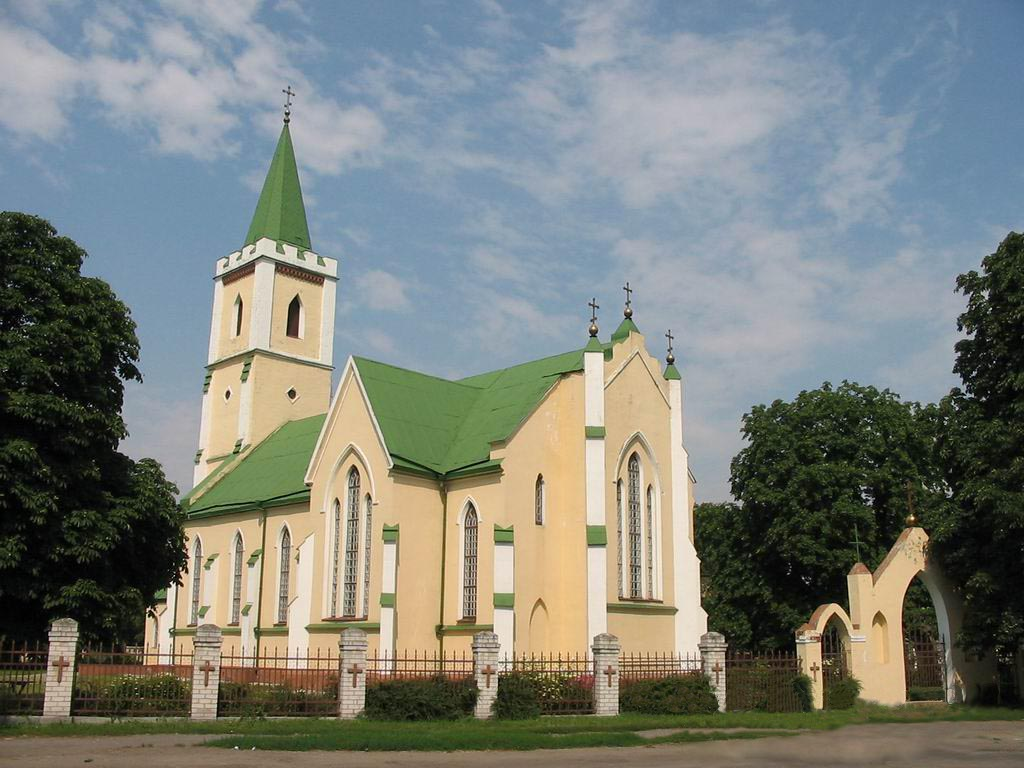
Михайлівська церква в Городищі.
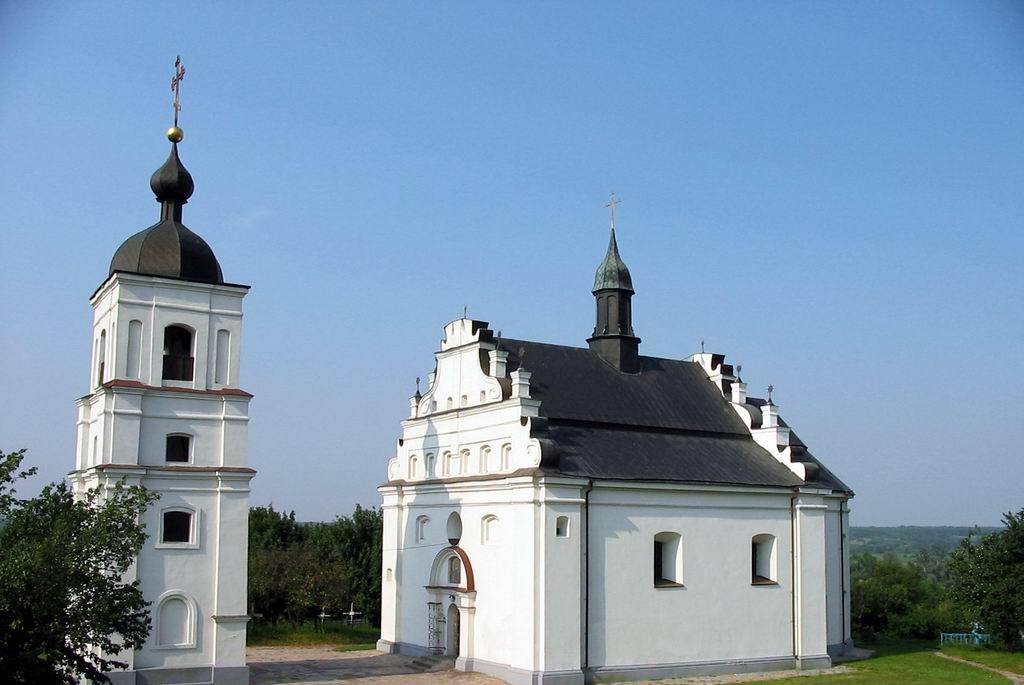
Іллінська церква в Суботові.

### Спорт
Черкащину в національних чемпіонатах представляють команди:
- футбольний клуб «Черкащина» — виступає у другій лізі чемпіонату України;
- баскетбольний клуб «Черкаські Мавпи» — виступає у суперлізі;
- жіноча команда з футболу «Ятрань-Базис-Уманьферммаш» — виступає у 1 лізі.

До послуг населення області:
- 31 стадіон
- 644 спортивних майданчиків
- 402 футбольних полів
- 589 спортивних залів
- 11 басейнів

## Засоби масової інформації
В інформаційному просторі Черкащини друковані засоби масової інформації станом на 1 квітня 2005 року представлені 303 виданнями. Їх тижневий наклад перевищує мільйон двісті тисяч примірників. Питома вага комунальних обласних, міських і районних газет сягає за 100 тисяч примірників або 12 % від разового тиражу всіх видань області. Найчисельніша група видань — 93, або 31 % — належить комерційним структурам.
Найбільший тираж в області мають газети: «Вечірні Черкаси», «Нова Доба», «Черкаський край».
У телерадійному просторі обсяг мовлення на тиждень становить 1174 години. На 25 комунальних районних і міських радіо- і телевізійних редакцій, філію АТ НСТУ «Черкаська регіональна дирекція» припадає 107 годин, або 9 % (це інформаційний продукт власного виробництва). Дротове радіо охоплює майже 260 тис. сімей. До недержавних телекомпаній належать «Вікка», Ільдана та телеканал «Антена».

## Пам'ятки

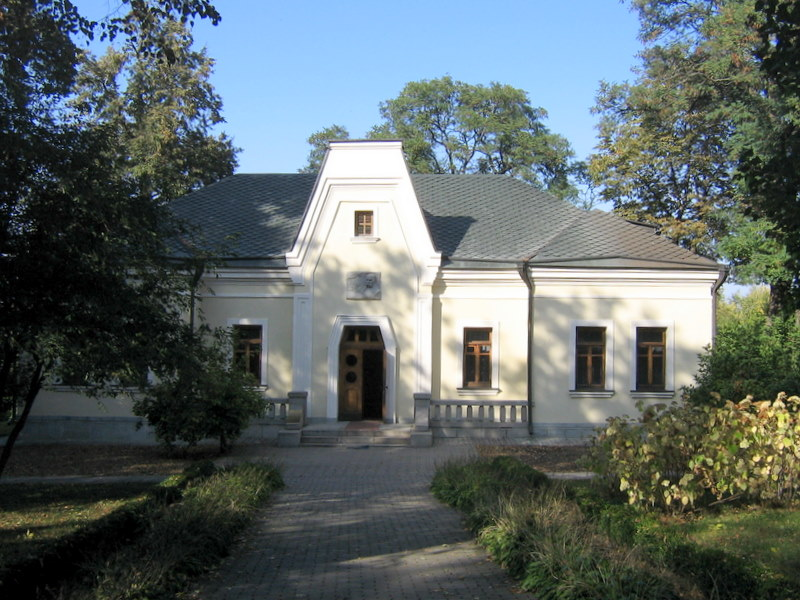
село Шевченкове. Музей Тараса Шевченка

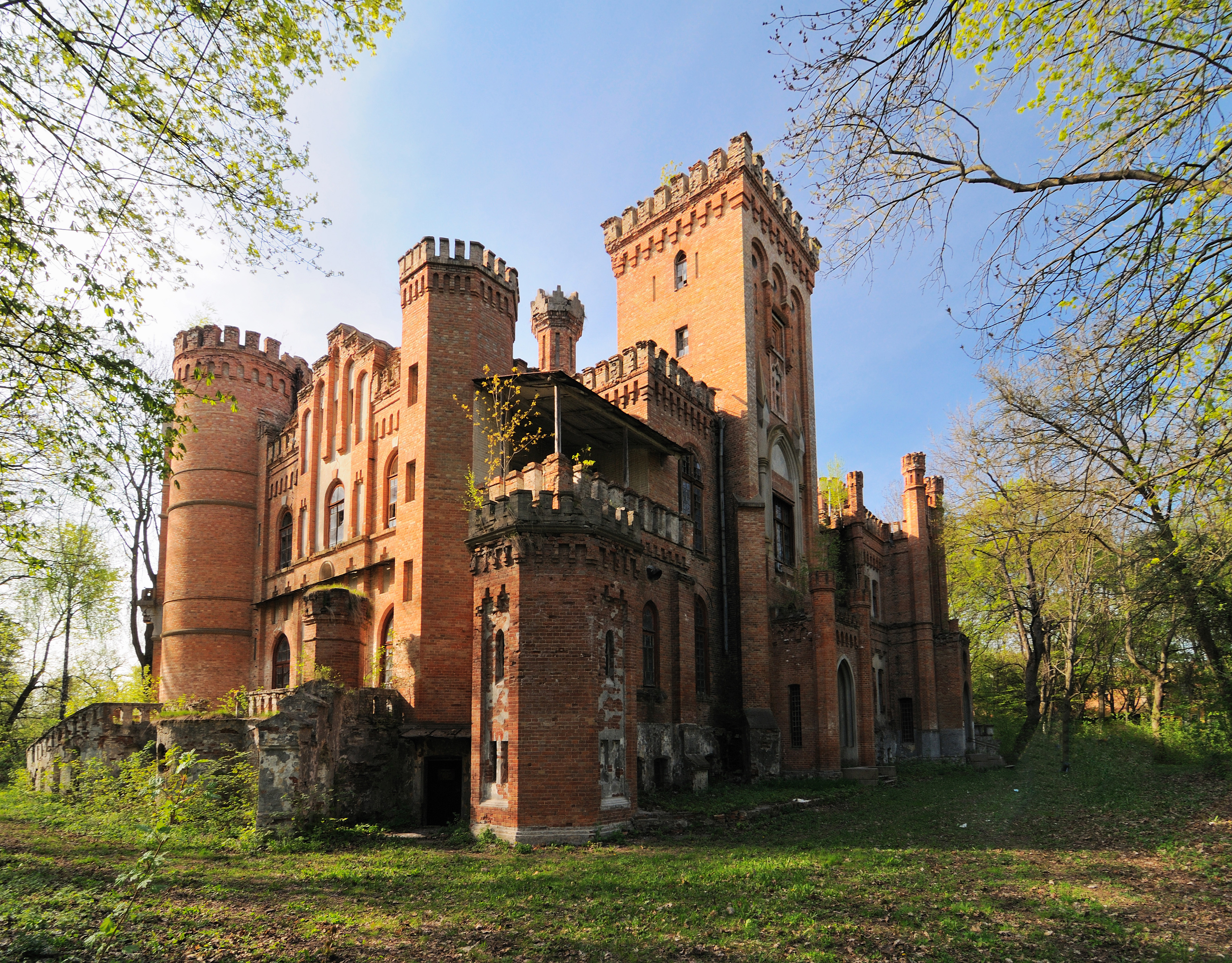
село Леськове. Леськовський палац

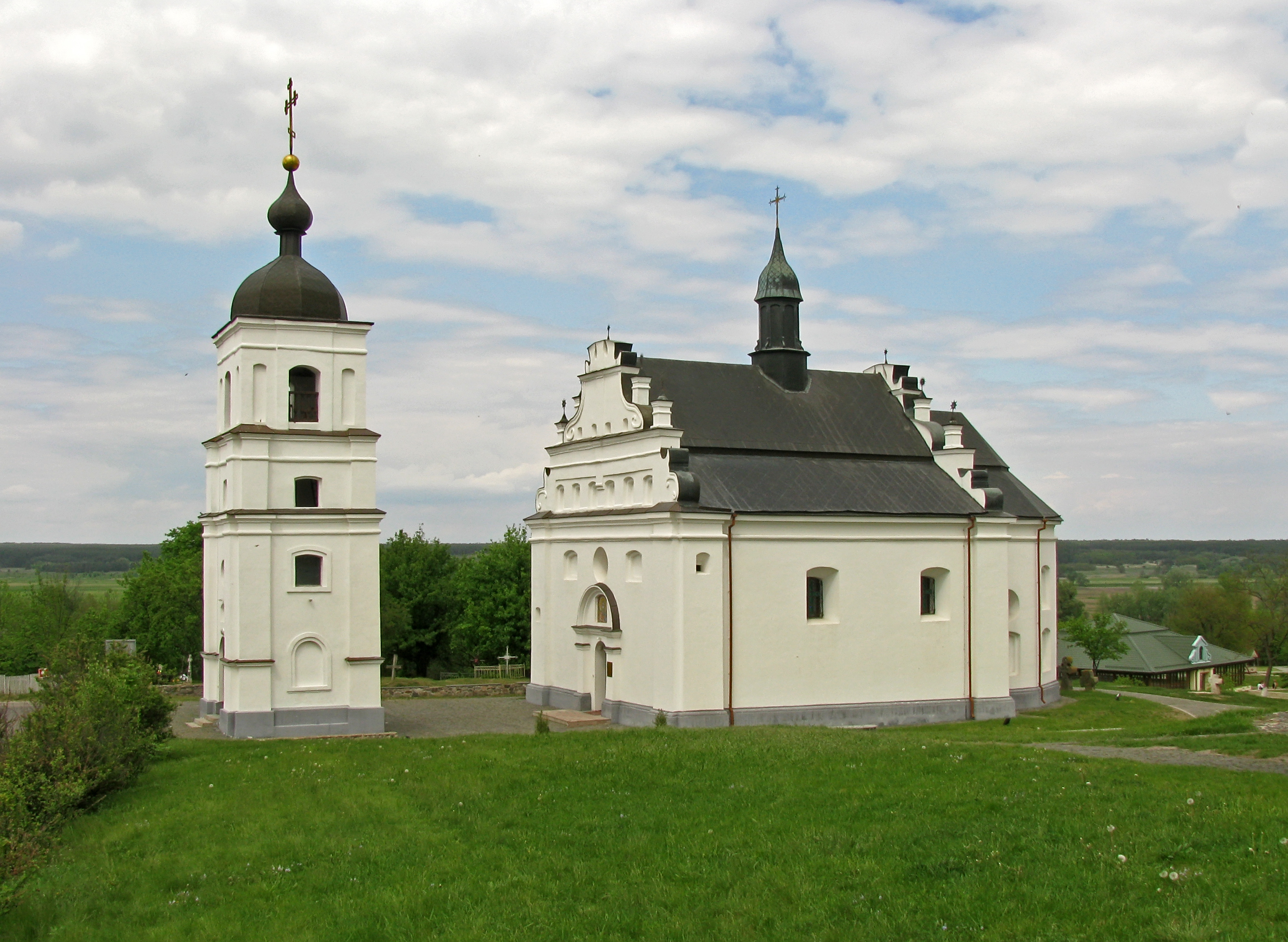
Іллінська церква (Суботів)

В області розташовані 77 пам'яток історії, архітектури та археології та дев'ять історико-культурних заповідників національного значення. У тому числі національного значення: пам'яток містобудування і архітектури — 56, пам'яток історії — 4, пам'яток монументального мистецтва — 1, пам'яток археології — 16.
Серед них:
- Леськовський палац 1850 р.;
- Будинок пана Енгельгарда 1828—1829 рр.;
- Хата чумака (етнографічний музей) 1816 р.;
- Хата Т. Шевченка XIX—XX ст.;
- Садиба: парк, палацовий будинок XVIII—XIX ст.;
- Державний історико-культурний заповідник «Батьківщина Т. Шевченка»;
- Преображенська церква Красногірського монастиря 1767—1772 рр.;
- Садиба Давидових поч. XIX ст.;
- Городище «Княжа гора» XII ст.;
- Шевченківський Національний заповідник(Могила Т. Шевченка);
- Канівський музей народного декоративного мистецтва;
- Державний історико-культурний заповідник «Трахтемирів», с. Трахтемирів;
- Державний історико-культурний заповідник у м. Корсунь-Шевченківському;
- Садиба Лопухіних XVIII ст.;
- Парк і комплекс споруд Мисливського замку 1896—1903 рр.;
- Василіянський монастир 1764—1784 рр.;
- Могила Цадика Нахмана 1811 р.;
- Костел 1812 р.;
- Національний заповідник «Чигирин»;
- Залишки вежі Дорошенка XVI—XVIII ст.;
- Братська могила козаків і мирних жителів, які загинули від рук турецьких загарбників XVII ст.;
- Пам'ятник героям битв з польсько-шляхетськими та турецькими загарбниками XIX ст.;
- Давні кургани;
- Мотронинський монастир 1801 р.;
- Іллінська церква-усипальниця Б. Хмельницького 1653 р.;
- Залишки маєтку Б. Хмельницького XVII ст.;
- Пам'ятник історії «Три криниці» XVII ст.
- Державний історико-археологічний заповідник «Трипільська культура» у с. Легедзине;
- Державний історико-культурний заповідник «Стара Умань»;
- Кам'янський державний історико-культурний заповідник.

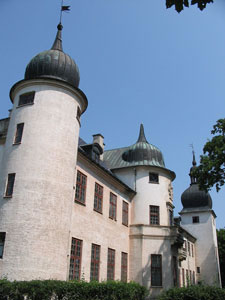
Мисливський замок. м. Тальне
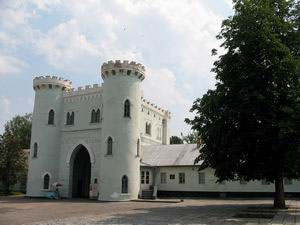
В'їзна брама колишньої садиби князів Лопухіних-Демидових. м. Корсунь-Шевченківський
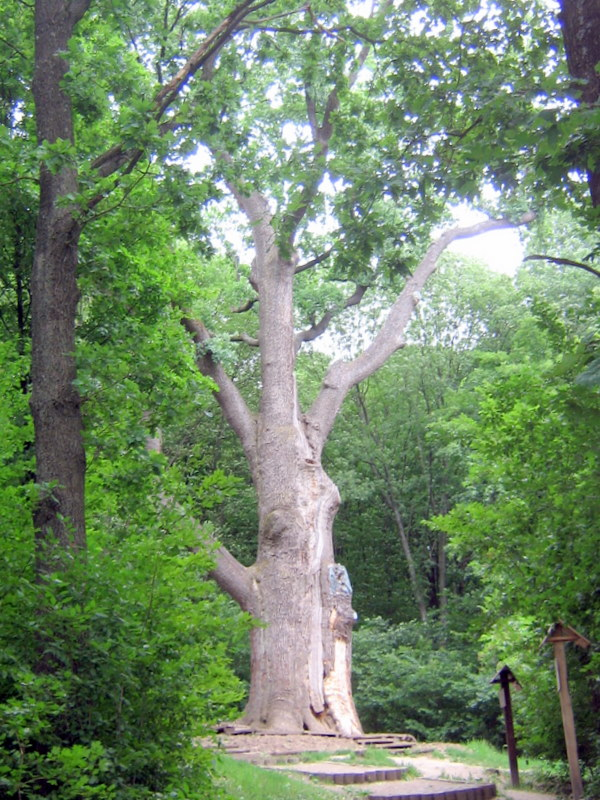
Дуб в Холодному Ярі, під яким спочивав М. Залізняк
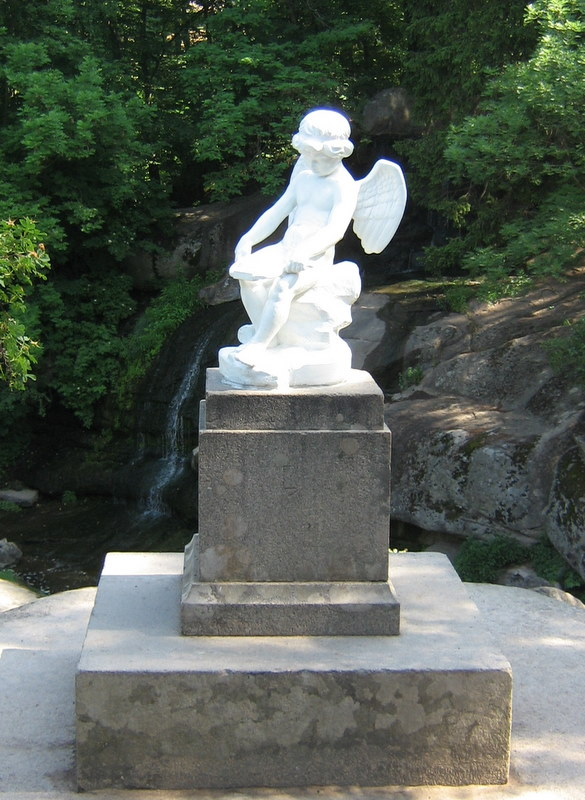
Дендропарк «Софіївка» м. Умань

## Відомі особи
Черкащина дала світові двох національних Геніїв: Тараса Шевченка та Богдана Хмельницького; героїв визвольної війни українського народу Петра Дорошенка та Івана Виговського, гайдамацьких ватажків Максима Залізняка та Івана Гонту, гетьмана Війська Запорізького Івана Скоропадського, військового діяча УНР Василя Чучупаку, Героя України В'ячеслава Чорновола.
На Черкащині народилися відомі письменники: Іван Нечуй-Левицький, Семен Гулак-Артемовський, Михайло Старицький, Михайло Драй-Хмара, Микола Негода та серед сучасників — Василь Шкляр, Михайло Слабошпицький. Відомими уродженцями Черкаської області є літературознавець Василь Доманицький, режисер Юрій Іллєнко (1936—2010), актор Володимир Артеменко, Народна артистка України Марія Харченко.
На Черкащині жили і творили такі мислителі та науковці як Григорій Сковорода, Михайло Максимович, Микола Біляшівський, поет Василь Симоненко, відомий педагог Олександр Захаренко; генетик та селекціонер, Герой України Володимир Моргун. Проводив досліди помолог і відомий меценат Платон Симиренко, жив і працював вчений-сходознавець Агатангел Кримський.
У скарбниці світової культури чільне місце займають шедеври художника Данила Нарбута. Черкащина відома своїм гончарним мистецтвом, в історії якого чільне місце займає ім'я Якова Брюховецького. На Уманщині народився Митрополит Василь Липківський — відомий релігійний діяч, борець за автокефалію українського православ'я.
Родом із Черкащини відомі сучасні музиканти, співаки Андрій Хливнюк (вокаліст і автор пісень гурту «Бумбокс»), Олег Винник, Сашко Лірник та інші.
На Черкащині народилися: відомий борець Іван Піддубний, відомий лікар-оториноларинголог Олексій Коломійченко, історик Іван Гуржій та інші.
Уродженцями області є учасники російсько-української війни, які отримали звання Героя України: Андрій Кизило (2017, посмертно), Юрій Михайлюк (2022), Віталій Кучерявий (2022, посмертно).

### Почесні громадяни Черкащини
Званнями «Почесний громадянин Черкащини» удостоєні:
- Лутак Іван Кіндратович (2008)
- Негода Микола Феодосійович (2008)
- Ліпкан Анатолій Васильович (2008)
- Парубок Омелян Никонович (2008)
- Кузьмінський Анатолій Іванович (2013)
- Гордій Микола Іванович (2018)
- Хіміч Андрій Іванович (2020)
- Дяченко Олександр Миколайович, художній керівник і головний диригент малого симфонічного оркестру Черкаської обласної філармонії (2021)[21]